# Chauchat-Ribeyrolles 1918

## История
В 1917 году французская армия приняла на вооружение самозарядную винтовку Fusil Automatique Modèle 1917 (RSC M1917), разработанную Полем Рибейролем (фр. Paul Ribeyrolles), Шарлем Сюттэ (фр. Charles Sutter) и Луи Шоша (фр. Louis Chauchat), которые перед этим создали Пулемёт Шоша. В 1918 году они представили Pistolet-Mitrailleur Modèle 1918 (с фр. — «Пистолет-пулемёт обр. 1918 года»), предназначенный для использования на близких расстояниях для защиты французский танковых экипажей Renault FT. Оружие основано на механизме самозарядной винтовки RSC Mle. 1917. В первых испытаниях использовалась пачка магазинной системы Манлихера-Бертье на 8 патронов. Испытания оружия продолжались до 1919 года, но уже с магазином от пулемёта Шоша на 20 патронов. Результаты были удовлетворительными, но оружие было слишком мощным для предполагаемого использования для самозащиты. Для оказания помощи в прицеливании, предполагалось использование сочетания патронов с стандартными и трассирующими пулями.

## Отражение в культуре и искусстве

### В компьютерных играх
Пистолет-пулемёт Шоша-Рибейроля фигурирует в компьютерной игре Battlefield 1 и доступен для класса «Штурмовик» с выходом дополнения «Апокалипсис» (англ. Apocalypse).